# The Simon and Garfunkel Collection
Pour les articles homonymes, voir Garfunkel.
Albums de Simon and Garfunkel
Collected Works
(1981) The Concert in Central Park
(1982)
The Simon and Garfunkel Collection (17 Of Their All-Time Greatest Recordings) est une compilation du duo de folk rock américain Simon and Garfunkel.

## Historique
Paru en novembre 1981 sur le label CBS Records, cette compilation réservée au marché européen et mondial ne sortira pas aux États-Unis.
Il fut un succès de plus pour le duo, obtenant plusieurs disques d'or ou de platine et en se classant en haut des charts. Il fut notamment classé pendant 79 semaines dans les charts britanniques, avec une meilleure 4e place en décembre 1981. En France il atteignit la 6e place des charts.

## Liste des titres
- Tous les titres sont signés par Paul Simon sauf:
  - El cóndor pasa (If I Could) signé par Daniel Alomía Robles (texte en anglais de Paul Simon, arrangements de Jorge Milchberg)
  - Scarborough Fair (Canticle) est une chanson traditionnelle anglaise (arrangements par Paul Simon et Art Garfunkel)

| No  | Titre                                                                                    | Billboard Hot 100 | Durée      |
| --- | ---------------------------------------------------------------------------------------- | ----------------- | ---------- |
| 1.  | I Am a Rock (de Sounds of Silence, 1966)                                                 | 3e                | 2 min 51 s |
| 2.  | Homeward Bound (de Parsley, Sage, Rosemary and Thyme, 1966)                              | 5e                | 2 min 27 s |
| 3.  | America (de Bookends, 1968)                                                              | 97e (1972)        | 3 min 28 s |
| 4.  | The 59th Street Brige Song (Feelin' Groovy) (de Parsley, Sage, Rosemary and Thyme, 1966) | -                 | 1 min 41 s |
| 5.  | Wednesday Morning, 3 A.M. (de Wednesday Morning, 3 A.M., 1964)                           | -                 | 2 min 12 s |
| 6.  | El cóndor pasa (de Bridge over Troubled Water, 1970)                                     | 18e               | 3 min 06 s |
| 7.  | At the Zoo                                                                               | 16e               | 2 min 18 s |
| 8.  | Scarborough Fair (Canticle) (de Parsley, Sage, Rosemary and Thyme, 1966)                 | 11e               | 3 min 08 s |
| 9.  | The Boxer (de Bridge Over Troubled Water, 1970)                                          | 7e                | 3 min 12 s |
| 10. | The Sound of Silence (de Wednesday Morning, 3 A.M., 1964)                                | 1er               | 3 min 05 s |
| 11. | Mrs Robinson (de Bookends, 1968)                                                         | 1er               | 3 min 54 s |
| 12. | Keep the Customer Satisfied (de Bridge Over Troubled Water, 1970)                        | -                 | 2 min 33 s |
| 13. | Song for the Asking (de Bridge Over Troubled Water, 1970)                                | -                 | 1 min 42 s |
| 14. | A Hazy Shade of Winter (de Bookends, 1968)                                               | 13e               | 2 min 17 s |
| 15. | Cecilia (de Bridge Over Troubled Water, 1970)                                            | 42                | 2 min 51 s |
| 16. | Old Friends / Bookends Theme (de Bookends, 1968)                                         | -                 | 3 min 56 s |
| 17. | Bridge Over Troubled Water (de Bridge Over Troubled Water, 1970)                         | 1er               | 4 min 52 s |

## Musiciens
- Paul Simon: chant, guitare
- Art Garfunkel: chant

## Charts et certifications
Charts
| Pays             | Durée du classement | Meilleur classement | Date             |
| ---------------- | ------------------- | ------------------- | ---------------- |
| Allemagne        | 16 semaines         | 2e                  | 21 décembre 1981 |
| Autriche         | 6 semaines          | 8e                  | 1er janvier 1982 |
| France           | 20 semaines         | 6e                  | 1990             |
| Nouvelle-Zélande | 27 semaines         | 1er                 | 13 décembre 1981 |
| Pays-Bas         | 58 semaines         | 4e                  | 5 mars 1988      |
| Royaume-Uni      | 79 semaines         | 4e                  | 12 décembre 1981 |
| Suède            | 1 semaine           | 49e                 | 8 août 1997      |

Certifications
| Pays             | Ventes    | Certification | Date             |
| ---------------- | --------- | ------------- | ---------------- |
| Allemagne        | 250 000 + | Or            | 1982             |
| France           | 600 000 + | 2 × Platine   | 1995             |
| Nouvelle-Zélande | 15 000 +  | Platine       | 13 décembre 1981 |
| Pays-Bas         | 100 000 + | 2 × Platine   | 1997             |
| Royaume-Uni      | 900 000 + | 3 × Platine   | 7 juin 1988      |
| Suisse           | 100 000 + | 2 × Platine   | 2000             |